# Juegos Florales de Chile
Bei den Juegos Florales de Chile handelt es sich um ein Frühlingsfest, das zu Beginn des 20. Jahrhunderts jährlich von der Studentenorganisation der Universidad de Chile in Santiago de Chile veranstaltet wurde. Dabei wurden kulturelle Wettbewerbe abgehalten. Der berühmteste Wettbewerb war der der Dichter und Literaten Chiles. 1914 gewann Gabriela Mistral den Wettbewerb mit "Sonetos de la muerte" und 1921 Pablo Neruda mit "Canción de la fiesta".
Ähnliche Spiele wurden bereits im Römischen Reich vom 28. April – 4. Mai gefeiert. In Rom hatten sie einen religiösen Hintergrund. Sie hießen Floralia oder Ludi Florensei und waren der Göttin Flora gewidmet. Eine Parallele in jüngerer Zeit ist in den Jocs Florals zu finden, einem Dichterwettstreit, der im 19. Jahrhundert in Katalonien abgehalten wurde.

## Weblink
- Städtische Literaturpreise in Chile (spanisch)